# Buggerru
Buggerru (Bugerru o Buxèrru in sardo) è un comune italiano di 1 018 abitanti della provincia del Sulcis Iglesiente in Sardegna.

## Geografia fisica

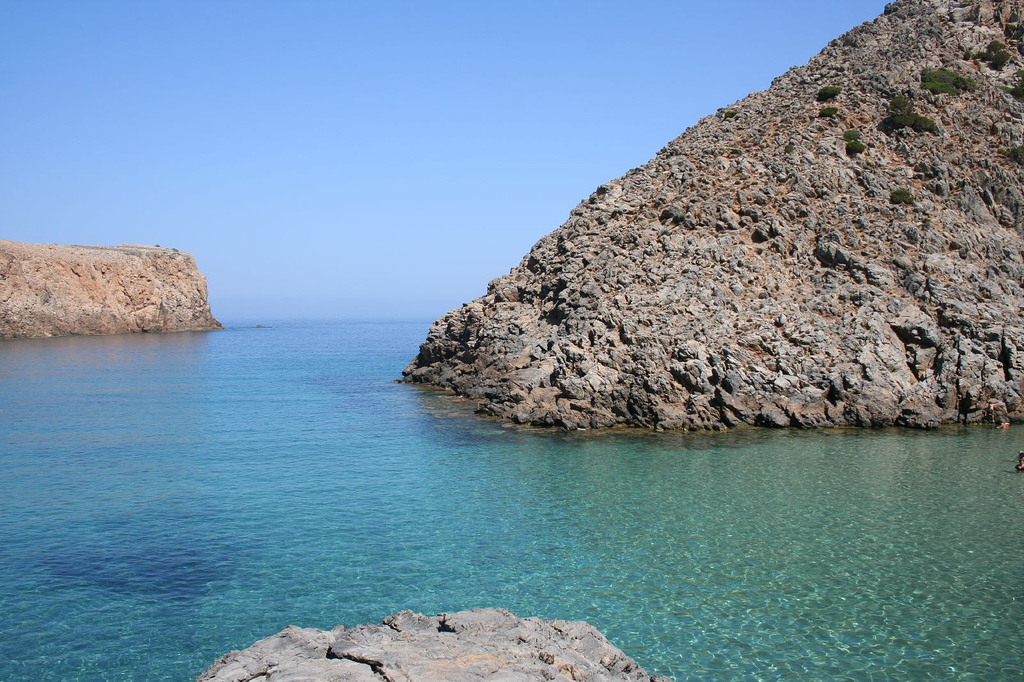
Cala Domestica

### Territorio
Il comune si trova sulla costa occidentale della Sardegna, nella sub-regione dell'Iglesiente. Il paese, caratterizzato da casette disposte a ventaglio, si trova sullo scenografico sbocco a mare di un’impervia valle, il canale Malfidano, che ha dato il nome alla più importante miniera della zona.

### Cale, coste e spiagge del comune
Nel litorale del Comune di Buggerru, partendo da nord verso sud, si hanno le seguenti cale, coste e spiagge più conosciute:
- Spiaggia di Portixeddu - Riu Mannu (cioè: Porticciolo - Rio Grande)
- Spiaggia Is Compingius o Is Compinxius (cioè: I Pini)
- Spiaggia Is Compingieddus o Is Compinxeddus (cioè: I Piccoli Pini)
- Spiaggia di San Nicolao o San Nicolò
- Costa di San Nicolao o San Nicolò
- Cala o Caletta dell'Acquedotto
- Punta Nido dell'Aquila con alte falesie (fino a 36 m) e i Fariglioni
- Costa Nido dell'Aquila
- Cala o Spiaggia di Buggerru
- Marina e Porto di Buggerru
- Costa di Pranu Sartu (cioè: Piano dell'Agro) con alte falesie (fino a 122 m) e i Fariglioni
- Grotta Azzurra
- Costa Punta Su Zippiri (cioè: Punta del Rosmarino) con alte falesie (fino a 111 m)
- Costa Punta Toppi Vacca o Punta Toppi Bacca (cioè: Punta Pube della Vacca) con alte falesie (fino a 104 m)
- Caletta di Cala Domestica o Sa Caletta
- Cala Domestica spiaggia

## Storia

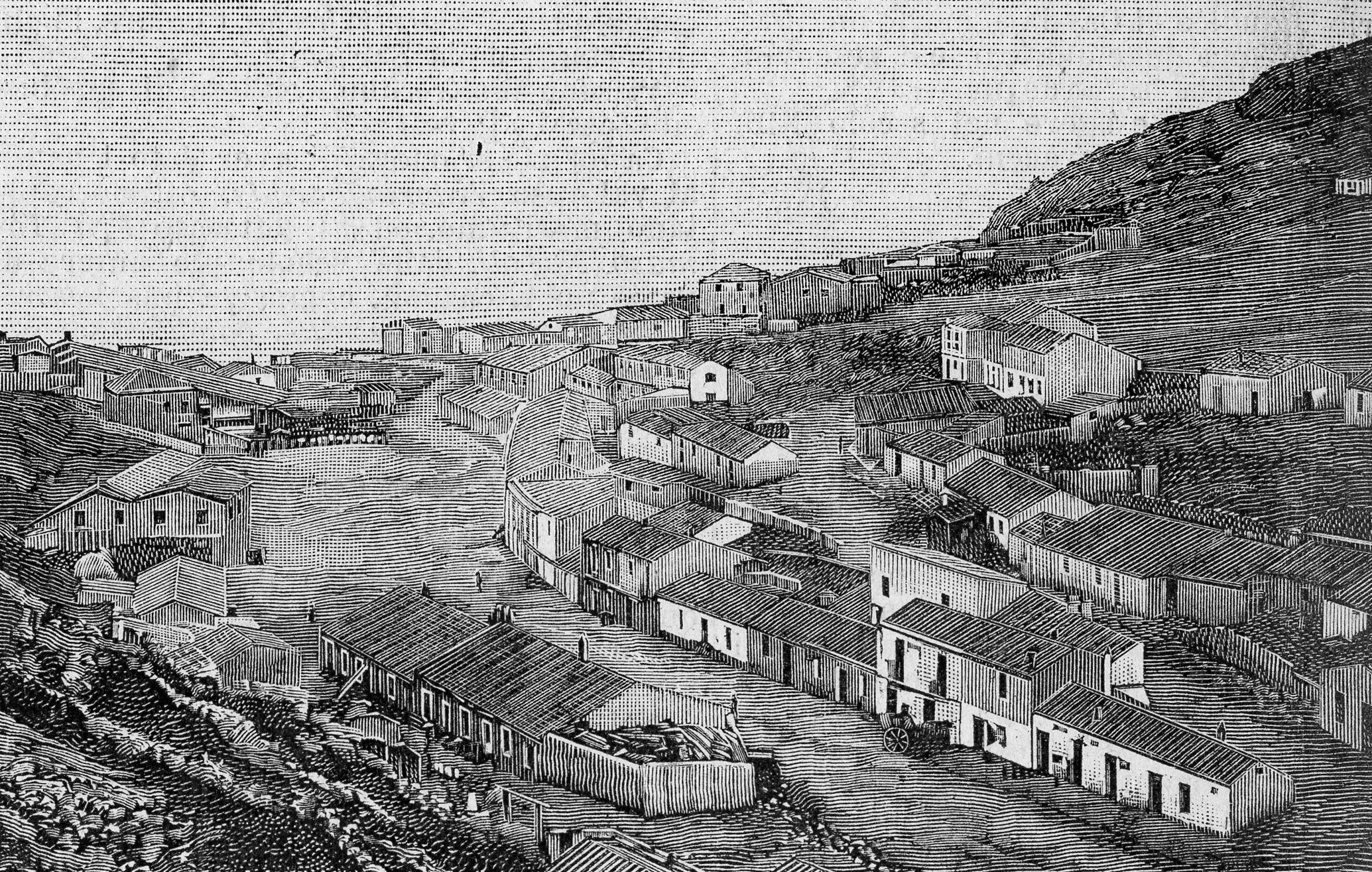
Panorama della miniera di Buggerru (xilografia 1901)

La sua nascita, nel 1864, è legata alle vicende minerarie della Sardegna sud-occidentale.
Guardando l'evoluzione demografica del paese si può notare come, agli inizi del XX secolo, la popolazione di Buggerru fosse cinque volte quella di inizio XXI secolo; questo perché in quegli anni la cittadina viveva il periodo più florido delle sue miniere.
In quel periodo il paese veniva chiamato «petit Paris» ovvero "piccola Parigi" in quanto i dirigenti minerari che si erano trasferiti nel borgo minerario con le rispettive famiglie avevano ricreato un certo ambiente culturale. Fra questi Achille Georgiades, un greco di Costantinopoli arrivato in Sardegna nel 1903 per dirigere le miniere della Société des mines de Malfidano di Parigi, la cui Sede operativa in Sardegna era Buggerru. C'era anche il francese Georges Perrier che gestiva un cinema; inoltre in paese vi erano anche un teatro e un circolo riservato alla ristretta élite dei dirigenti della società francese.
Dall'altra parte c'erano i minatori che lavoravano in condizioni disumane, sottopagati e costretti a turni di lavoro massacranti, spesso vittime di incidenti mortali sul lavoro; questi erano organizzati nella Federazione dei minatori. Nel 1904, a seguito dell'inasprimento del trattamento imposto dal Georgiades, i minatori si rifiutarono di lavorare e presentarono le loro istanze alla società francese; per tutta risposta questi chiamarono l'esercito che fece fuoco sugli operai uccidendone tre e ferendone molti altri. Quella domenica 4 settembre 1904 sarà ricordata come la data dell'Eccidio di Buggerru, per il quale sarà fatto il primo sciopero generale in Italia.
Si è costituito in comune autonomo nel 1960 con la frazione omonima staccata dal comune di Fluminimaggiore.

### Simboli
Lo stemma e il gonfalone di Buggerru sono stati concessi con decreto presidenziale del 6 aprile 2005.
(D.P.R. 6 aprile 2005)
Il gonfalone è un drappo di bianco.

## Monumenti e luoghi d'interesse

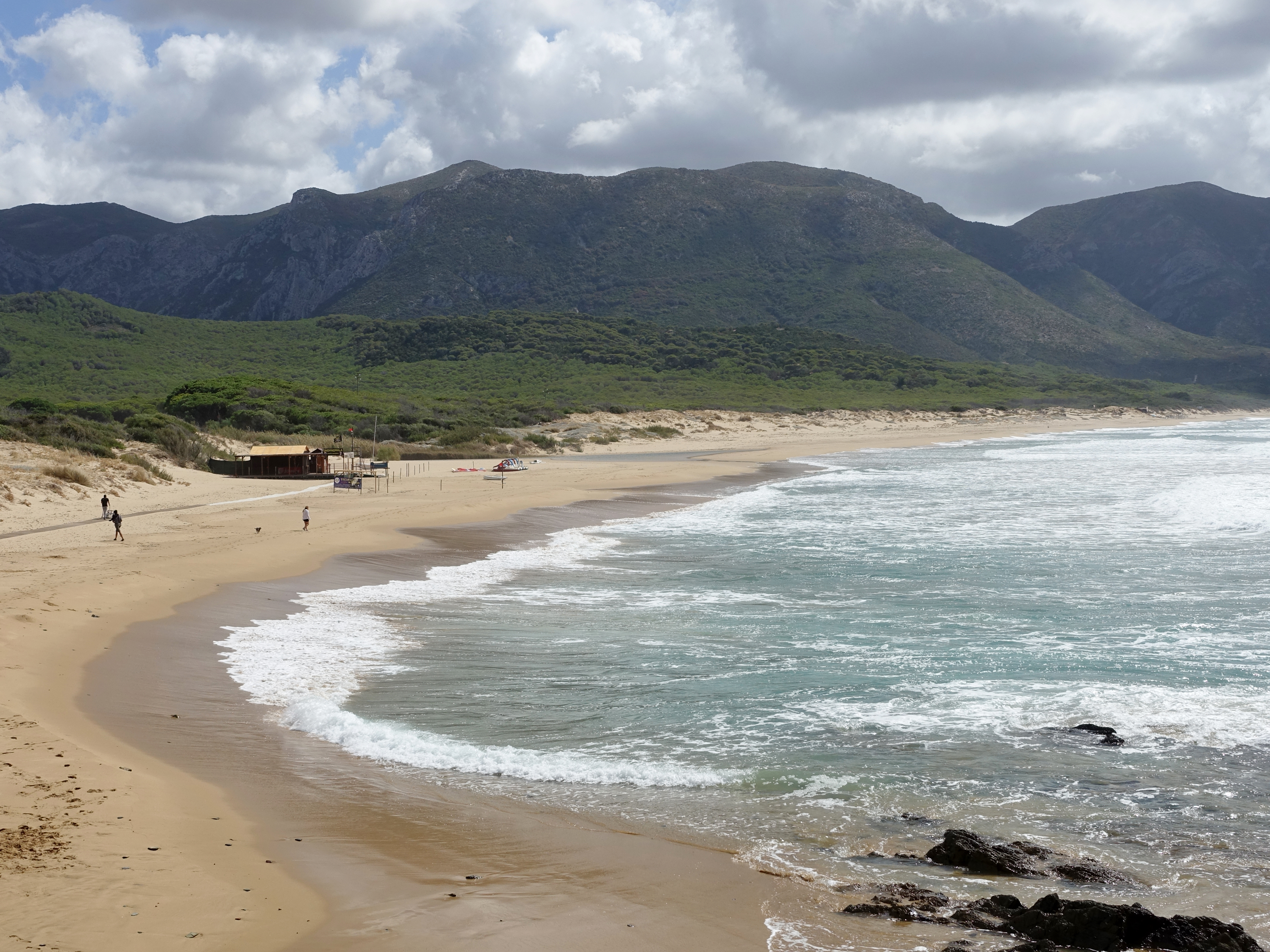
Spiaggia di Portixeddu

### Architetture religiose
- Chiesa parrocchiale di San Giovanni Battista.

### Architetture militari

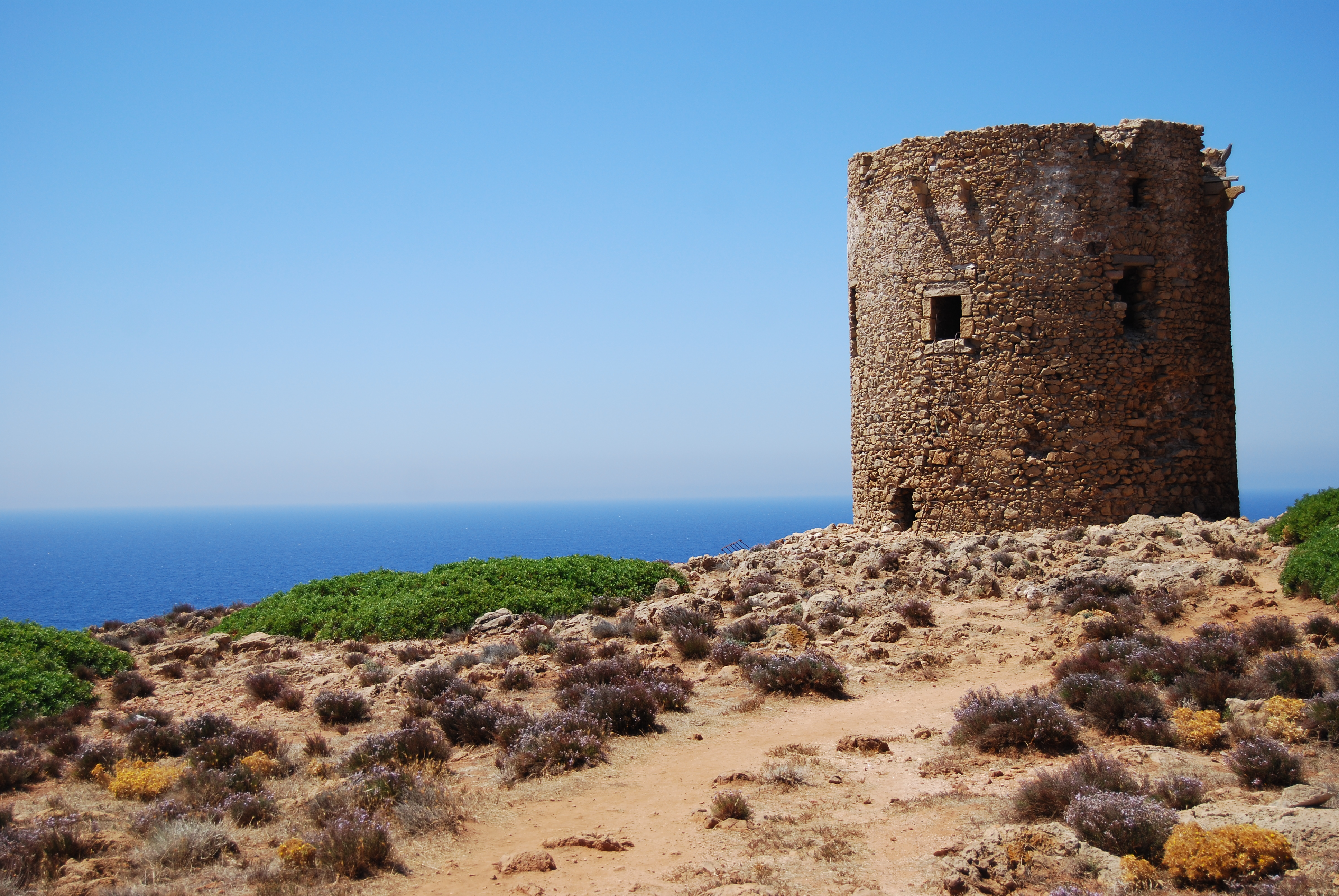
Torre costiera di Cala Domestica, XVI secolo

- Torre di Cala Domestica.

### Architetture civili
- Palazzina della direzione mineraria.
- Palazzina Beni Beni o Villa degli Ospiti.
- Torretta Ex Bà.
- Vecchia centrale elettrica.
- Vecchio villaggio minerario di Caitas (ruderi).
- Vecchio villaggio minerario di Malfidano (ruderi).
- Vecchio villaggio minerario di Planedda (ruderi).
- Vecchio villaggio minerario di Monte Regio (ruderi).
- Dopolavoro minerario
- Galleria Henry.

### Luoghi di interesse naturalistico
- Grotta de S'Aqua Gelada
- Canyon di Malfidano
- Piani inclinati, decauville e sentieri minerari.
- Scavi di Planu Sartu.

### Miniere

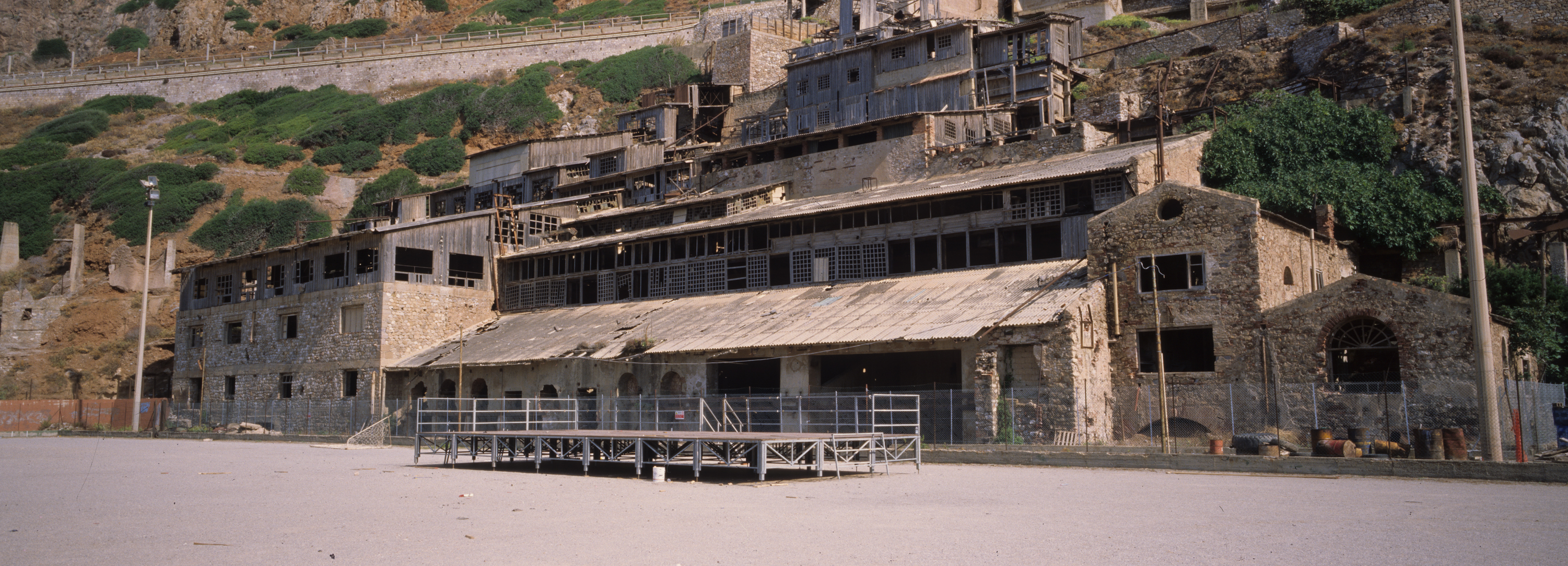
Laveria Malfidano

Nel territorio comunale di Buggerru sono presenti le seguenti miniere dismesse:
- Miniera di Canalgrande.o Cala Domestica
- Miniera di Cumpingeddus.
- Miniera di Genna Arenas - monte Regio (monte Rexi o Rexio).
- Miniera di Lisandrus-San Nicolò.
- Miniera di Malfidano.
- Miniera di monte Segarino.
- Miniera di Nanni Frau.
- Miniera di Pira Roma.
- Miniera di Piscina Morta.
- Miniera di Planu Dentis (Pranu Dentis).
- Miniera di Planu Sartu (Pranu Sartu).
- Miniera di San Luigi.
- Miniera di Scalittas.
- Miniera di Su Solu (Su Sollu).

## Società

### Evoluzione demografica
Abitanti censiti

### Lingue e dialetti
La variante del sardo parlata a Buggerru è il campidanese occidentale.

## Geografia antropica

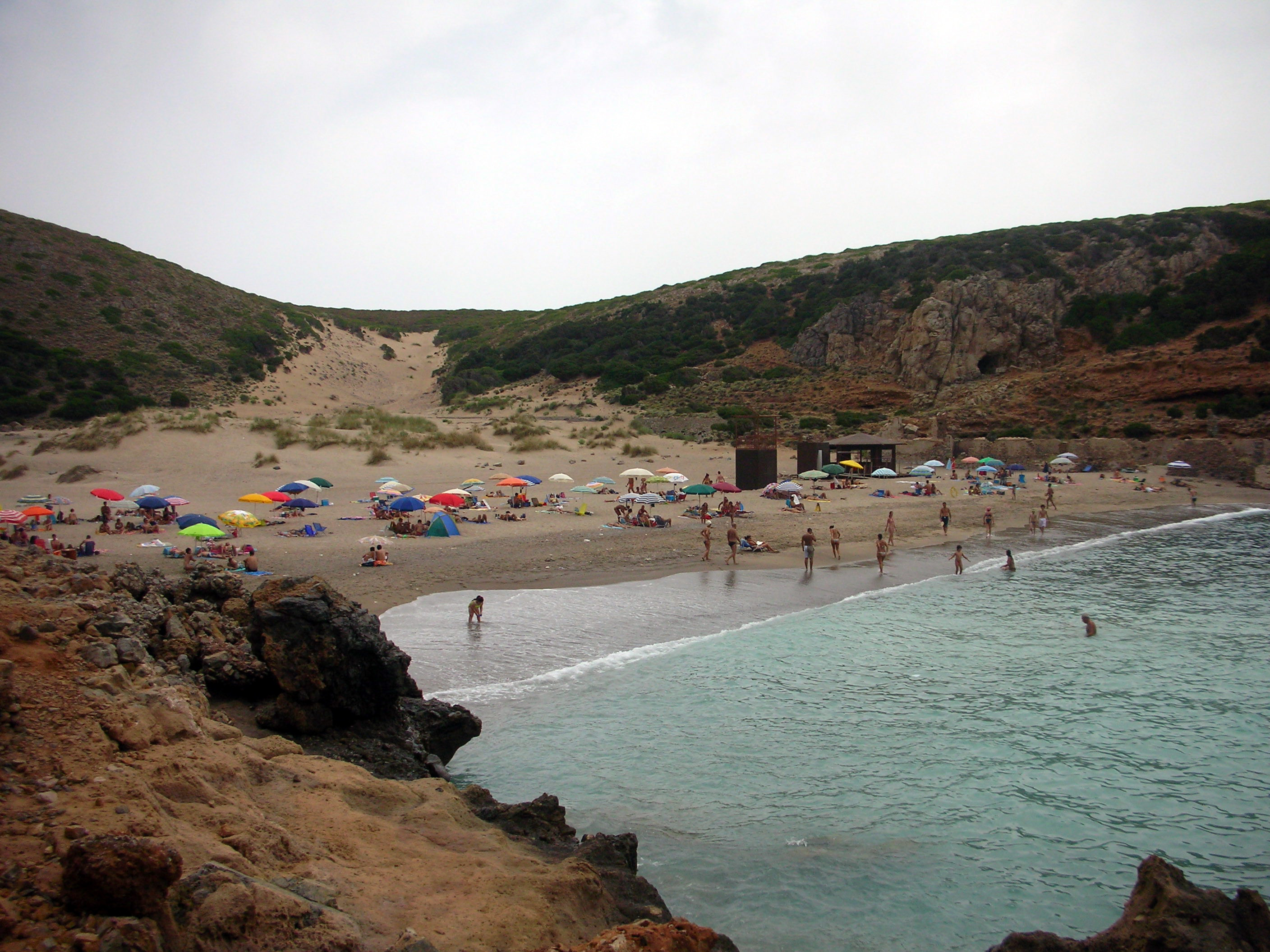
La spiaggia di Cala Domestica

### Frazioni
Nel territorio comunale sono presenti le frazioni e località di Cala Domestica, Grugua (o Salto di Gessa), Malfidano, Planu Sartu (o Pranu Sartu), Portixeddu, San Nicolao (o San Nicolò) e Scalittas.

## Economia

### Turismo

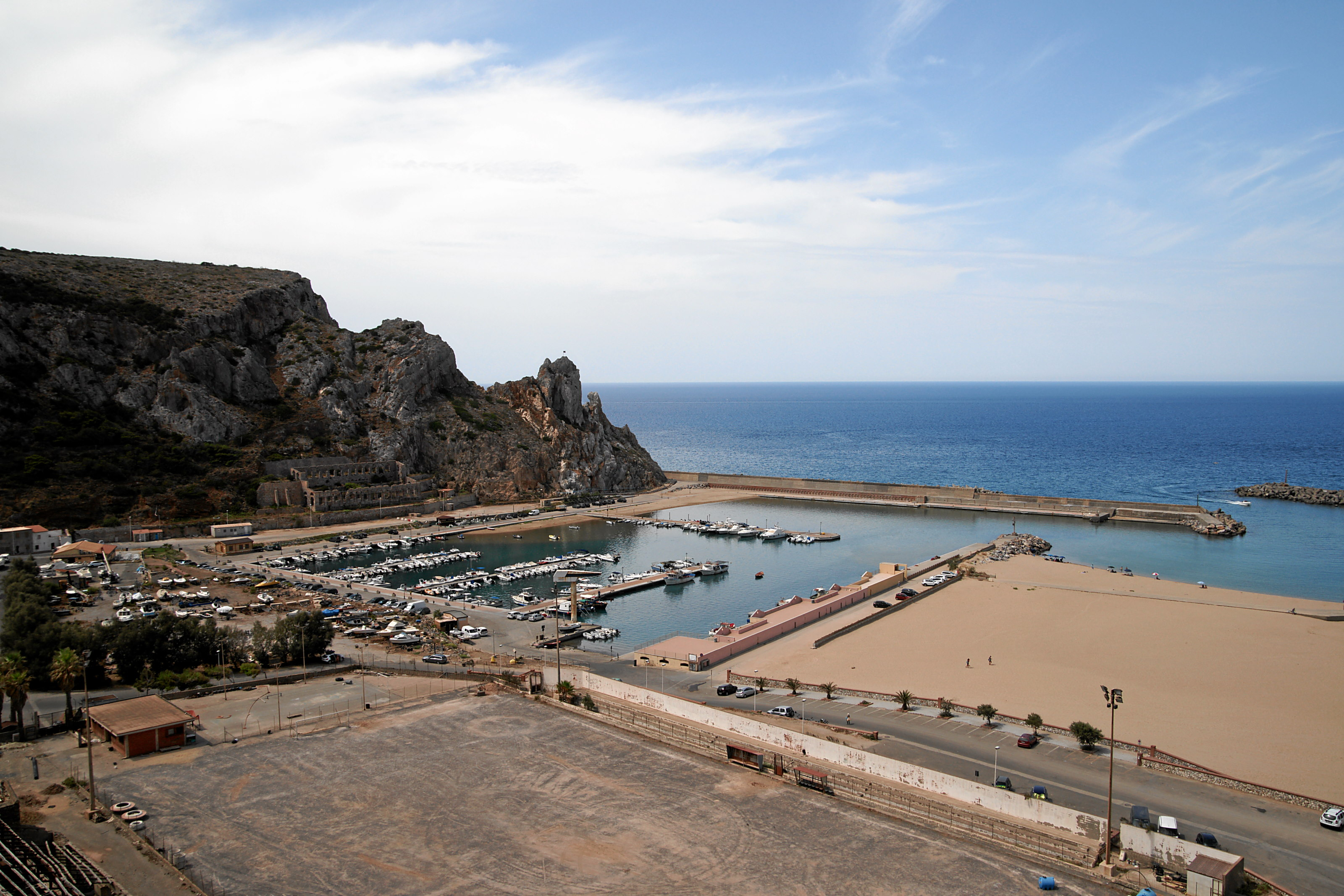
Il porto turistico

Nei mesi estivi Buggerru è una meta turistica molto apprezzata grazie agli ex siti minerari e alle sue rinomate spiagge.

## Amministrazione
| Periodo         | Periodo         | Primo cittadino   | Partito                                   | Carica  | Note   |
| --------------- | --------------- | ----------------- | ----------------------------------------- | ------- | ------ |
| 6 giugno 1993   | 27 aprile 1997  | Giampaolo Algisi  | lista mista di sinistra                   | Sindaco | [ 8 ]  |
| 27 aprile 1997  | 13 maggio 2001  | Giampaolo Algisi  | liste civiche di centro-sinistra          | Sindaco | [ 9 ]  |
| 13 maggio 2001  | 28 maggio 2006  | Giovanni Degortes | centro                                    | Sindaco | [ 10 ] |
| 28 maggio 2006  | 15 maggio 2011  | Silvano Farris    | liste civiche di centro-destra            | Sindaco | [ 11 ] |
| 15 maggio 2011  | 5 giugno 2016   | Silvano Farris    | lista civica "Progetto per Buggerru 2011" | Sindaco | [ 12 ] |
| 5 giugno 2016   | 11 ottobre 2021 | Laura Cappelli    | lista civica "Buggerru Idea Comune"       | Sindaco | [ 13 ] |
| 11 ottobre 2021 | in carica       | Laura Cappelli    | lista civica "Buggerru Idea Comune"       | Sindaco | [ 14 ] |

## Sport

### Calcio
La principale squadra di calcio della città è l'A.S.D. Buggerru che militava (prima di sospendere le attività) nel girone B sardo di 2ª Categoria.